# Beldon
Beldon är en del av en befolkad plats i Australien. Den ligger i kommunen Joondalup och delstaten Western Australia, omkring 22 kilometer nordväst om delstatshuvudstaden Perth. Antalet invånare är 3 991.
Runt Beldon är det mycket tätbefolkat, med 1 463 invånare per kvadratkilometer.. Närmaste större samhälle är Scarborough, omkring 13 kilometer söder om Beldon. 
Genomsnittlig årsnederbörd är 820 millimeter. Den regnigaste månaden är juli, med i genomsnitt 142 mm nederbörd, och den torraste är januari, med 11 mm nederbörd.